# Aléxio de Constantinopla
Aléxio de Constantinopla (em grego: Ἀλέξιος ὁ Στουδίτης; romaniz.: Aléxios ò Stoudítes), dito Estudita, foi o patriarca de Constantinopla entre 1025 e 1043. Ele era um membro do Mosteiro de Estúdio (fundado em 462) e foi o último patriarca indicado pelo imperador bizantino Basílio II Bulgaróctono.

## História

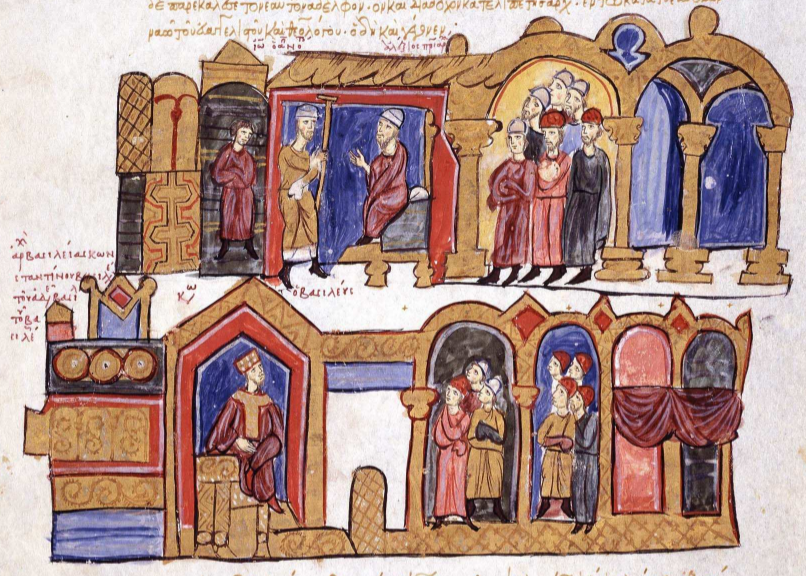

Aléxio patrocinou as ações de João de Melitene, cujo interesse era limitar a influência da Igreja Sírio-Jacobita (atualmente parte da Igreja Ortodoxa Síria) no sudeste do Império Bizantino, especialmente nos recém-conquistados temas da Mesopotâmia e Teluque. Por esta razão, o patriarca sírio-jacobita João VIII bar Abdune foi preso e levado a julgamento em Constantinopla; posteriormente, ele foi trancafiado num mosteiro em Monte Ganos. Em 1034, Aléxio coroou Miguel IV, o Paflagônio, o favorito da imperatriz bizantina Zoé Porfirogênita, que, para abrir espaço para seu amado, encomendou a morte de seu marido, o imperador Romano III Argiro. Por fim, o patriarca também frustrou as tentativas de João, o Eunuco (irmão do imperador) de conseguir o trono patriarcal em 1036.
Aléxio morreu em 1043.

## Tipicon
Aléxio Estudita também fundou um mosteiro para o qual ele escreveu a regra chamada tipicon, que foi então utilizada pelo Mosteiro das Cavernas de Kiev.
Os seus decretos ainda existem.